# Vương quốc Hà Lan
Vương quốc Hà Lan (tiếng Hà Lan: Koninkrijk der Nederlanden, phát âm [ˈkoːnɪŋkrɛiɡ dɛr ˈneːdərlɑndə(n)] ⓘ; tiếng Papiamentu: Reino Hulandes) là một quốc gia có chủ quyền bao gồm nhiều lãnh thổ cấu thành hiệp nhất dưới vương quyền của vị quân chủ Hà Lan. Vương quốc Hà Lan không phải là một nước liên bang; ngược lại, nước này theo chế độ quân chủ đơn nhất với lãnh thổ cấu thành lớn nhất là Hà Lan, tọa lạc tại vùng Tây Âu, bên cạnh nhiều lãnh thổ hải đảo tại vùng Caribe.
Về mặt lý thuyết, các đơn vị hành chính cấp cao nhất của Vương quốc Hà Lan—Aruba, Curaçao, Hà Lan và Sint Maarten—là các quốc gia cấu thành (tiếng Hà Lan: land) và tham gia trên cơ sở bình đẳng như những đối tác trong Vương quốc. Tuy nhiên trên thực tế, đại đa số các công vụ của Vương quốc Hà Lan đều do Hà Lan thay mặt Vương quốc Hà Lan quản lý—bao gồm 98% diện tích lãnh thổ và dân số. Vì lẽ đó, các quốc gia Aruba, Curaçao và Sint Maarten phụ thuộc Hà Lan trong vấn đề đối ngoại và quốc phòng; mặc dù vậy, các quốc gia này vẫn được hưởng quyền tự trị ở một mức độ nhất định và có nghị viện riêng cho từng quốc gia.
Tại thời điểm tháng 1 năm 2023, Vương quốc Hà Lan có dân số tại Hà Lan là 17.821.419 người người và tại ba đặc khu Bonaire, Saba và Sint Eustatius là 29.418 người.

## Lịch sử
Vương quốc Hà Lan có cấu trúc tương tự một liên bang với bốn thành phần: Hà Lan, và các đảo vùng Caribe: Aruba, Curaçao, Sint Maarten. Các "quốc gia cấu thành" này tham gia với vai trò bình đẳng trong Vương quốc, và có chính phủ và tiền tệ của riêng mình..
Suriname từng là quốc gia cấu thành trong Vương quốc từ 1954 đến 1975, cho đến khi nó trở thành cộng hòa độc lập. Antille thuộc Hà Lan từng có vai trò này từ 1954 đến 2010, cho đến khi được giải tán thành các quốc gia cấu thành Aruba (từ năm 1986), Curaçao, và Sint Maarten (từ 2010), và các đặc khu Bonaire, Saba, và Sint Eustatius trong Hà Lan. New Guinea thuộc Hà Lan từng là lãnh thổ phụ thuộc Vương quốc cho đến 1962 nhưng không phải là nước tự trị và không được nói đến trong Hiến chương.